# Luge aux Jeux olympiques de 1998
Navigation
Lillehammer 1994 Salt Lake City 2002
Les épreuves de Luge aux Jeux olympiques de 1998.

## Podiums
| Épreuve                  | Or                                    | Argent                               | Bronze                                 |
| ------------------------ | ------------------------------------- | ------------------------------------ | -------------------------------------- |
| Simple Hommes 9 février  | Georg Hackl                           | Armin Zöggeler                       | Jens Müller                            |
| Simple Femmes 11 février | Silke Kraushaar                       | Barbara Niedernhuber                 | Angelika Neuner                        |
| Double 13 février        | Allemagne Steffan Krauße Jan Behrendt | États-Unis Chris Thorpe Gordon Sheer | États-Unis Mark Grimmette Brian Martin |

### Tableau des médailles
| Rang  | Nation     | Or | Argent | Bronze | Total |
| ----- | ---------- | -- | ------ | ------ | ----- |
| 1     | Allemagne  | 3  | 1      | 1      | 5     |
| 2     | États-Unis | 0  | 1      | 1      | 2     |
| 3     | Italie     | 0  | 1      | 0      | 1     |
| 4     | Autriche   | 0  | 0      | 1      | 1     |
| Total | Total      | 3  | 3      | 3      | 9     |